# لغة ويرني
لغة ويرني، وارنانج (بالإنجليزية: Werni language, Warnang)‏ هي لغة النيجر والكونغو لعائلة لغات طالودي هيبان [الإنجليزية] والتي يتحدث بها في كردفان في جمهورية السودان. يتحدث بها (1100 نسمة حسب إحصاء عام 1956).